# Time Air
 (septembre 2019).
Time Air était une compagnie aérienne au Canada fondée en 1966 par l'homme d'affaires Walter "Stubb" Ross de Lethbridge en Alberta. Il s'appelait « Lethbridge Air Service » avant de devenir Time Airways Ltd. qui a ensuite été raccourci à Time Air Ltd. 

## Historique
Fondée en 1966, elle a fusionné en 1993 avec Ontario Express pour créer Canadian Regional Airlines,.

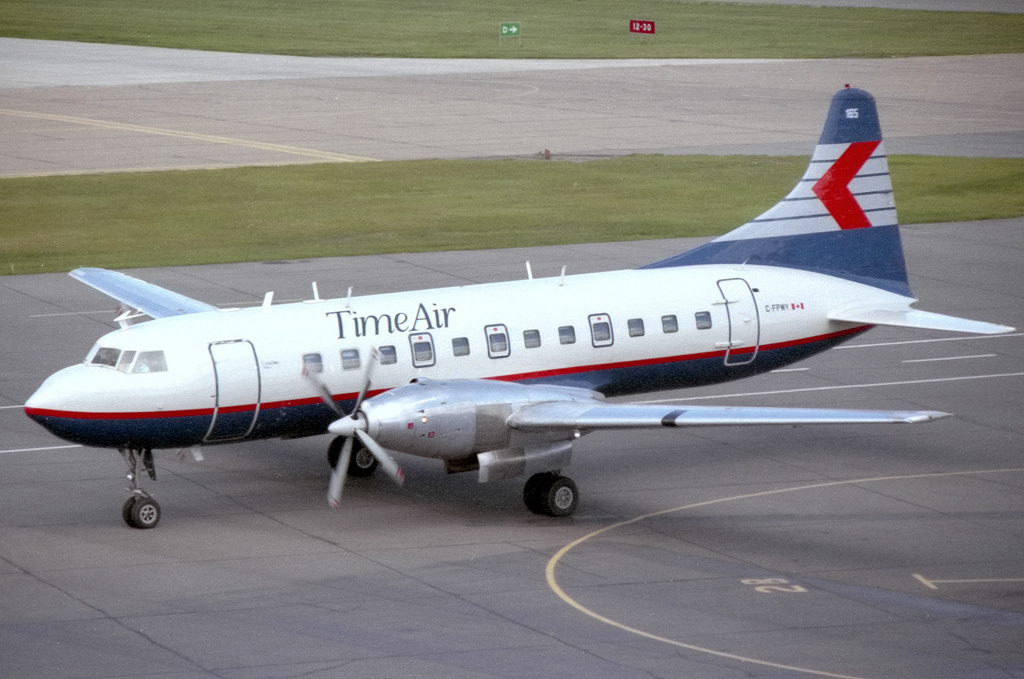
Convair de Time Air en 1989

## Flotte
La compagnie exploitait entre-autres 26 De Haviland Dash8. Elle a été la première compagnie à être livrée en Dash8 series 300.

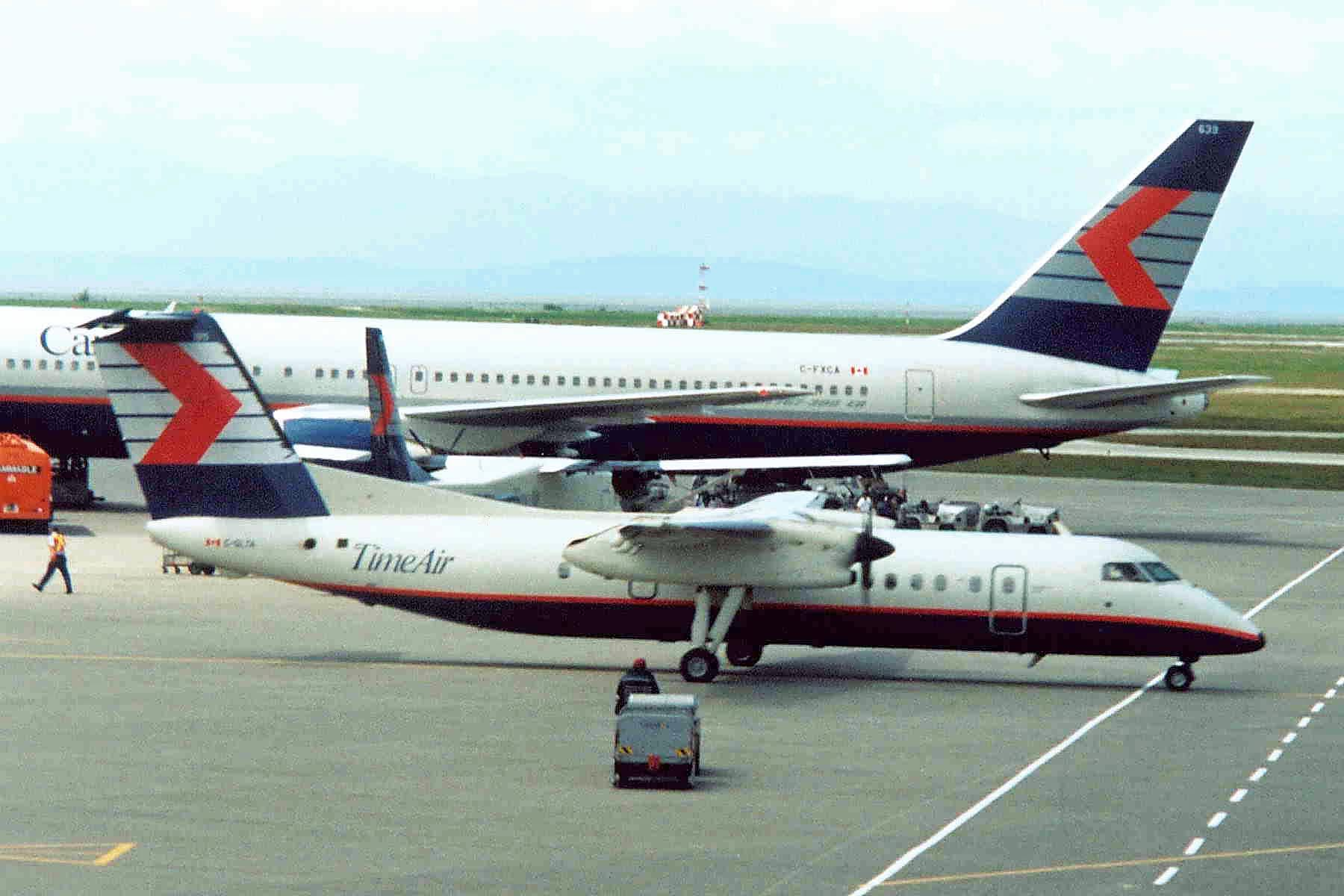
Dash8 de Time Air